# Tamarins

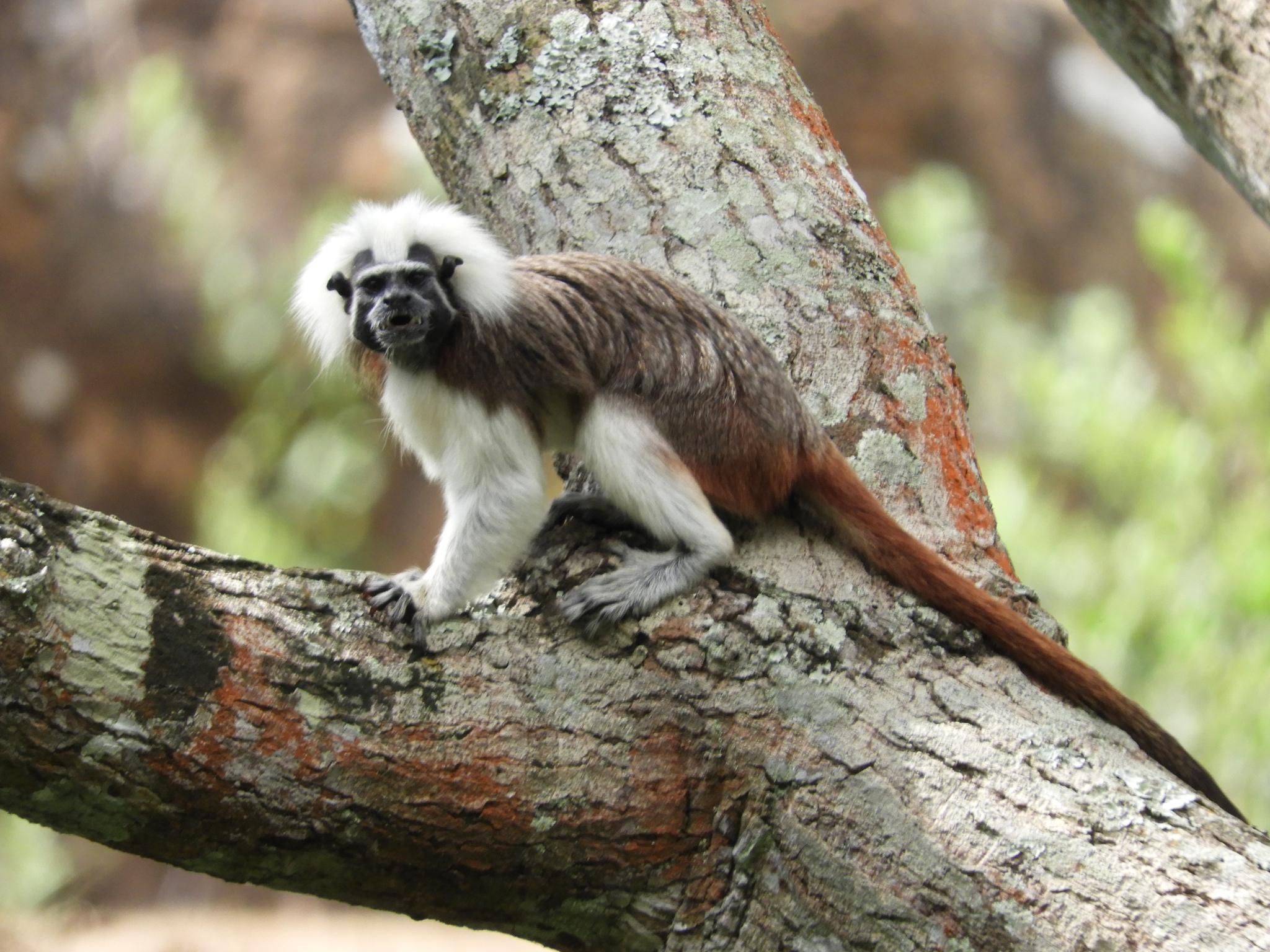
Pinchéaapje (Saguinus oedipus)

De tamarins (Saguinus) zijn een geslacht van zoogdieren uit de familie van de klauwaapjes (Callitrichidae). De wetenschappelijke naam van het geslacht werd in 1807 gepubliceerd door Johann Centurius Hoffmannsegg.

## Kenmerken
Tamarins worden tussen de 175 en de 310 millimeter lang en 225 tot 900 gram zwaar. De staart is 250 tot 440 millimeter lang. De vachtkleur verschilt per soort enorm.

## Leefwijze
Tamarins komen voornamelijk voor in het tropisch regenwoud, droger loofverliezend woud en open bosgebieden. De meeste soorten leven in het Amazoneregenwoud, ten noorden van de Amazone en ten westen van de Madeira. Enkele soorten leven ook in het noorden van Colombia, Panama en Costa Rica. Het zijn boombewonende dagdieren. Ze leven voornamelijk van sprinkhanen, krekels, grote keverlarven en andere insecten. Daarnaast leven ze van kleine, zoete, rijpe vruchten, plantensappen en nectar. Ook spinnen, slakken, kleine gewervelden als hagedissen en kikkers, bloemen en zacht groen materiaal wordt gegeten.
Tamarins leven in groepen van twee tot twintig dieren in een gebied van 10 tot 40 hectare. Soms sluiten meerdere families zich aan om grotere groepen te vormen. Ze zijn zelden agressief tegenover soortgenoten. Zelfs volwassen geslachtsrijpe mannetjes werken vaak samen. Als er vreemde tamarins op hun territorium komen, waarschuwen de tamarins deze met geluiden, het uitsteken van de tong en het opzetten van de vacht.
Tamarins hebben geurklieren op de borst en de genitaliën. De uitscheiding hiervan wordt, samen met urine, gebruikt om het territorium te markeren. Ook geeft het informatie over de identiteit, de paarbereidheid, sociale status en dergelijke.

## Voortplanting
Alleen het dominante vrouwtje binnen een groep zal zich voortplanten, die vaak met meerdere mannetjes paart. Een vrouwtje krijgt per worp meestal twee dunbehaarde jongen, na een draagtijd van 140 tot 170 dagen. Ze hebben een geboortegewicht van 25 tot 55 gram, wat in verhouding met het lichaamsgewicht van de moeder relatief groot is. De vader en ook andere groepsleden helpen mee met de zorg voor de jongen. De jongen klemmen zich stevig vast aan hun ouders. Na 21 dagen gaan ze zich zelfstandiger bewegen, alhoewel ze nog met hun ouders zullen meerijden tot ze een week of zeven oud zijn. Na vier weken eten ze hun eerste vaste voedsel.

## Classificatie
De vijftien soorten worden in drie ondergeslachten ingedeeld: Saguinus, Oedipomidas en Tamarinus. Deze ondergeslachten worden door sommige auteurs als aparte geslachten gerekend.
- Geslacht Saguinus (Tamarins)
  - Ondergeslacht Saguinus
    - S. bicolor-groep
      - Saguinus bicolor – Mantelaapje
      - Saguinus martinsi – Martinsmantelaapje

    - S. midas-groep
      - Saguinus midas – Roodhandtamarin
      - Saguinus niger – Westelijke zwarthandtamarin
      - Saguinus ursula – Oostelijke zwarthandtamarin

  - Ondergeslacht Tamarinus
    - Saguinus imperator – Zwartkinkeizertamarin
    - Saguinus inustus – Vlekkoptamarin
    - Saguinus kulina
    - Saguinus labiatus – Roodbuiktamarin
    - Saguinus mystax – Snortamarin
    - Saguinus pileatus – Roodkoptamarin
    - Saguinus subgrisescens – Baardkeizertamarin

  - Ondergeslacht Oedipomidas
    - Saguinus geoffroyi – Roodnektamarin
    - Saguinus leucopus – Witvoettamarin
    - Saguinus oedipus – Pinchéaapje

De bruinrugtamarins (Leontocebus) werden vroeger tot dit geslacht gerekend, maar zijn verschillend genoeg om een eigen geslacht te zijn.